# Cassian Lohest
Cassian Jean Pascal Marie Joseph Lohest (Luik, 2 januari 1894 – aldaar, 7 januari 1951) was een Belgisch politicus voor de Katholieke Partij en de PSC.

## Levensloop
Tijdens de Eerste Wereldoorlog was Lohest oorlogsvrijwilliger. In het reservekader klom hij na de oorlog op in graad, zodat hij als kapitein-commandant weer dienst nam in 1940.
Lohest promoveerde tot doctor in de rechten, was stagiair bij Paul Tschoffen en vestigde zich in 1920 als advocaat in Luik. Hij bleef vrijgezel. Tijdens de Tweede Wereldoorlog verdedigde hij gearresteerde Belgen voor de Duitse krijgsraden.
Lohest bouwde een politieke carrière uit. In 1936 werd hij gemeenteraadslid van Luik. Ook nog in 1936 werd hij verkozen tot provinciaal senator voor de katholieke partij en bleef dit tot in 1939. Van 1946 tot aan zijn dood was Lohest PSC-senator voor het arrondissement Luik. Binnen de partij was hij een woordvoerder van het ACW. In 1950 volgde hij Paul Struye, die senaatsvoorzitter geworden was, op in het nationaal partijbestuur van de CVP/PSC. Gezondheidsproblemen verhinderden hem minister te worden.
Op 24 december 1950, twee weken voor zijn dood, werd Cassian Lohest benoemd tot minister van Staat.

## Publicatie
- Cassian Lohest en Gaston Kreit, La défense des Belges devant le Conseil de Guerre Allemand (1945).